# Шебунин, Александр Иванович
Александр Иванович Шебунин (1 апреля 1896 — 13 февраля 1975) — советский военный деятель, генерал-полковник интендантской службы (1945).

## Биография
Родился в деревне 3-я Борисовская Нижнетоемского сельсовета, ныне МО Афанасьевкое, жители которой занимались лесными промыслами, а его отец Иван Титович занимался дёгтекурением. В 1908 году окончил земское начальное училище и стал помогать отцу, потом и сам занялся тем же промыслом.

### Первая мировая война
В июне 1915 года был призван в армию, направлен для обучения в 1-ю артиллерийскую запасную бригаду (Москва). Курс обучения окончил с отличием, получил серебряные часы за стрельбу, выпущен в звании младшего фейерверкера и был назначен преподавателем в команду вольноопределяющихся той же батареи. После Февральской революции вступил в кружок Р. С. Землячки, агитировал солдат голосовать за РСДРП(б). После Октябрьской революции бригада поддержала большевиков и участвовала в октябрьских боях в Москве, а он командовал орудием. После победы большевиков был демобилизован и вернулся в родную деревню.

### Гражданская война
В январе 1918 года был избран заместителем председателя Афанасьевского волисполкома. В феврале вступил в РКП(б) — в партию принимала Р. С. Землячка, приехавшая в волисполком на инспекцию, она же сагитировала его и других вступить во вновь формируемую Красную Армию. Вскоре после этого он вступил в армию, находясь в Архангельске. В августе 1918 года когда Архангельск был захвачен английскими интервентами, он был назначен командиром батареи вооружённого буксира «Могучий» который, вместе с вооружённым буксиром «Богатырь» эвакуировал из Архангельска речные суда вверх по Северной Двине, затем их группа соединилась с отрядом П. Ф. Виноградова. Объединённый отряд решил отбить захваченное англичанами село Двинский Березняк, ему удалось это сделать с малыми потерями, но П. Ф. Виноградов был убит. Вскоре после этого отряд влился в 1-й Вологодский полк, в составе которого А. И. Шебунин участвовал в боях с англичанами, был ранен в ногу. Во время выздоровления вновь встретился с Р. С. Землячкой, которая предложила ему вступить в Архангельскую ГубЧК, в то время располагавшуюся на теплоходе «Светлана». В ЧК он занимался контрразведкой, участвовал в продразверстке.
20 декабря 1918 года был вызван в Москву и зачислен в 12-й Московский полк ВЧК, который размещался в Покровских казармах (полк был создан после летнего восстания эсеров для оказания военной помощи губернским ЧК). В апреле 1919 года в составе полка принимал участие в подавлении восстания эсеров в Брянске. С февраля 1919 года — военком того же полка. В мае-июне 1919 года полк принимал участие в ликвидации банды атамана Григорьева под Одессой, затем был переброшен на Южный фронт — белогвардейские войска Деникина наступали на Москву. 25 июня в районе ст. Лозовая полк при поддержке червоных казаков вступил в бой с дроздовцами, бой шёл три дня, у дроздовцев в рукопашном бою участвовали все офицеры, даже подполковники, в итоге червоные казаки отступили, под угрозой окружения отступил и 12-й полк ВЧК. Армия Деникина захватила Лозовую, Харьков и двинулась на Москву. В этом бою А. И. Шебунин был ранен в голову, в полку из полутора тысяч человек в строю осталось триста. Полк вернулся в Москву на переформирование. В июле он был назначен военкомом 1-й запасной бригады ВЧК, сформированной на базе 12-го Московского полка ВЧК. Бригада тоже расположилась в Покровских казармах и была частью войск внутренней охраны при ВЧК, при этом занималась формированием новых батальонов для фронта. В 1920 году началось Тамбовское восстание Антонова, А. И. Шебунин был назначен военкомом новой 83-й пехотной бригады, и направлен вместе с бригадой в район Старобельска, участвовал в подавлении восстания. В 1921 году бригаду расформировали.

### Между войнами

А. И. Шебунин (справа) и С. М. Тимофеев, 1920-е годы.

В 1921 году был назначен военкомом нового танкового дивизиона (позднее развёрнутого в бригаду) в Лефортово, Красные казармы, командовал дивизионом С. М. Тимофеев. Бригада занималась обучением первых советских танкистов. Позднее А. И. Шебунин был назначен военкомом 250-го полка 84-й стрелковой дивизии 2-го Московского стрелкового корпуса. В 1926 году, с учётом его опыта, был направлен сразу на последний курс Высших стрелково-тактических курсов «Выстрел». После окончания курсов командовал батальоном 95-й стрелковой дивизии 6-го стрелкового корпуса (Балта), затем служил в РККА на различных должностях. Весной 1931 года был назначен заместителем начальника 52-го УНР Ю. В. Саблина по оперативно-хозяйственной части. 52-е УНР в то время занималось строительством Проскуровского УРа, одновременно, в 1932 году поступил на заочный факультет Академии им. Фрунзе. В январе 1934 года был назначен начальником хозяйственной части Главного автобронетанкового управления РККА, затем — интендант 5-го механизированного корпуса, с весны 1935 года — заместитель начальника продовольственного отдела Московского военного округа (МВО). Из-за конфликта с начальником Л. Г. Пейросом ушёл с должности и перевёлся на дневное отделение Академии им. Фрунзе (на тот момент он уже прослушал два курса заочно). После окончания академии в мае 1937 года прибыл за назначением в штаб МВО и был назначен заместителем начальника округа по снабжению, с 1938 года — главным интендантом МВО.

### Великая Отечественная война
22 июня 1941 года большая часть высшего командного состава МВО была направлена на формирование управления Южного фронта в Винницу, А. И. Шебунин был назначен интендантом Южного фронта. Должности начальника тыла фронтов ещё не существовало, тыловые органы (интендантство, артснабжение, автоотдел и т. д.) подчинялись непосредственно командующему фронтом, что очень усложняло работу тыла. С большим трудом ему удалось наладить работу интендантской службы Южного фронта, но фронт отступал, тыловые службы перебрались в Вознесенск, затем за Днепр, в Запорожье. На Днепре войскам Южного фронта удалось организовать оборону и закрепиться.
1 августа 1941 года приказом ГКО довоенная система тыловых служб была перестроена, что заметно облегчило деятельность служб тыла. Начальником тыла Южного фронта стал И. К. Смирнов, А. И. Шебунин был назначен его помощником, участвовал в Барвенково-Лозовской операции, за которую был награждён орденом Красного Знамени. После окончания операции, в феврале 1942 года был назначен начальником тыла Южного фронта.
В мае 1942 года участвовал в Харьковской операции, окончившейся неудачей, войска Южного фронта начали отступление к Дону. Немецким войскам удалось перерезать железную дорогу в районе Калача-на-Дону и отрезать фронтовые базы. Приказал сжечь фронтовые склады, чтобы они не достались врагу, за что его позднее попытались привлечь к ответственности, но высшее командование признало необходимость таких действий.
В июле 1942 года управление Южного фронта было расформировано, его войска переданы Северо-Кавказскому фронту, и он был назначен начальником тыла Северо-Кавказского фронта, участвовал в битве за Кавказ.
В сентябре 1942 года Северо-Кавказский фронт был расформирован, он стал начальником тыла Черноморской группы войск, подчиненной Закавказскому фронту. 30 сентября 1942 года был отозван в Москву, где был назначен начальником тыла вновь формируемого Юго-Западного фронта. В ноябре 1942 года прибыл на фронт и узнал, что командующий фронтом Н. Ф. Ватутин уже назначил начальником тыла Н. А. Кузнецова, Шебунина переназначили начальником тыла Брянского фронта, но Н. Ф. Ватутин уговорил его временно поработать заместителем начальника тыла и начальником оперативной группы тыла при штабе Юго-Западного фронта.
В декабре 1942 года был назначен начальником тыла Юго-Западного фронта (с 20 октября 1943 года — 3-й Украинский фронт), участвовал в Сталинградской битве, Острогожско-Россошанской операции, Третьей битве за Харьков, Донбасской операции, Битве за Днепр, Никопольско-Криворожской наступательной операции, Березнеговато-Снигирёвской наступательная операции, Одесской наступательной операции, Ясско-Кишинёвской операции, Будапештской операции, Балатонской оборонительной операции и Венской наступательной операции. Войну закончил в Вене, где ему пришлось организовывать продовольственное снабжение города.

### После войны
15 июля 1945 года 3-й Украинский фронт был расформирован, его управление было реорганизовано в управление Южной группы войск, начальником тыла которой он и стал, но вскоре был назначен начальником тыла Группы Советских Оккупационных Войск в Германии (ГСОВГ), с 1949 года — начальник Главвоенстроя Министерства Обороны (МО) СССР, с 1958 года — заместитель министра обороны по устройству и расквартированию войск, с 1964 года — консультант в Группе консультантов МО СССР.
Умер в Москве, похоронен на Новодевичьем кладбище.

## Воинские звания
- комбриг — 16.08.1938
- генерал-майор интендантской службы — 04.06.1940
- генерал-лейтенант интендантской службы — 29.08.1943
- генерал-полковник интендантской службы — 19.04.1945

## Награды
За время прохождения службы награждался орденами и медалями, в том числе:
- Орден Ленина (21.02.1945, за выслугу лет)
- четыре Ордена Красного Знамени (27.03.1942; 01.04.1943; 03.11.1944)
- ордена Кутузова 1-й степени (28.04.1945) и 2-й степени (13.09.1944)
- Орден Богдана Хмельницкого 1-й степени (13.04.1945)
- Орден Суворова 2-й степени (19.03.1944)
- Орден Отечественной войны 1-й степени (26.10.1943)
- два Ордена Трудового Красного Знамени (01.02.1957, …)
- Орден Красной Звезды (31.03.1966)
- Орден «Знак Почёта» (22.02.1938, за организацию продовольственной службы в МВО)
- ряд медалей СССР

Иностранные награды
- Орден «За военные заслуги» 1-й степени (Болгария) (1945)

## Мемуары
- Шебунин А. И. Сколько нами пройдено… — М.: Воениздат, 1971.